# 旭岳
旭岳（あさひだけ）は、北海道上川郡東川町にある火山である。大雪山連峰の主峰で標高2,291 m。北海道最高峰。

## 概要
標高は従来2,290 mとされていたが、2008年（平成20年）、国土地理院により2,291 mに改定された。山頂には一等三角点『瓊多窟』（重点整備点）がある。また、気象庁により大雪山として活火山に指定されている。

## 火山活動
大雪山が御鉢平カルデラを形成した約3万年前の活動以降の約1万5千年前から活動を開始し、噴出物の分析から4つの活動期に分けられている。最近3000年間では顕著なマグマ噴火は起こっていない。
- 約5000年前までに降下スコリアにより現在の山体山頂部を形成。
- 3000 - 2000年前には、山体崩壊により山頂西側に馬蹄形の地獄谷火口を生じる。山体崩壊に伴う土砂は旭岳温泉にまで達した。
- 1000年前から水蒸気爆発が頻発。500 - 600年前の活動で姿見池など小火口群を生じる。
- 1739年以降の約250年前以降に最新の水蒸気噴火。

## 観光
東川町の旭岳温泉から姿見の池（標高1,600 m）まで大雪山旭岳ロープウェイがあり、比較的手頃な登山が楽しめるとあって、多くの登山者が訪れる。姿見の池付近はなだらかで高山植物が広がり、本州では3,000 m級の山にしかないような植物を見ることができる。また運がよければシマリスの観察もできる。
しかし高山であり、夏でも天候が急変すると低体温症による死者が出るほどであることから、天候の急変に備えて非常用装備や秋の北アルプス並みの服装が必要とされる。頂上付近は急坂の岩場が続くが、道の目印となる「金庫岩」と似た「ニセ金庫岩」があることもあり道に迷いやすい（近年は道なりにロープを張る事で改善された）。1989年（平成元年）のSOS遭難事件もここで道を間違えたと言われている。

## 道路
かつてここを北海道道212号旭川大雪山層雲峡線で貫く計画があったが中止となり、2000年（平成12年）に道道は完成部分で2分割され、北海道道1160号旭川旭岳温泉線と北海道道1162号銀泉台線となっている。

## ギャラリー

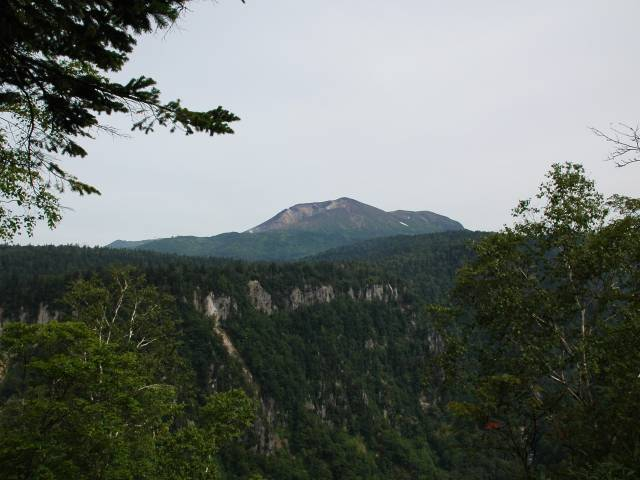
天人峡温泉側から
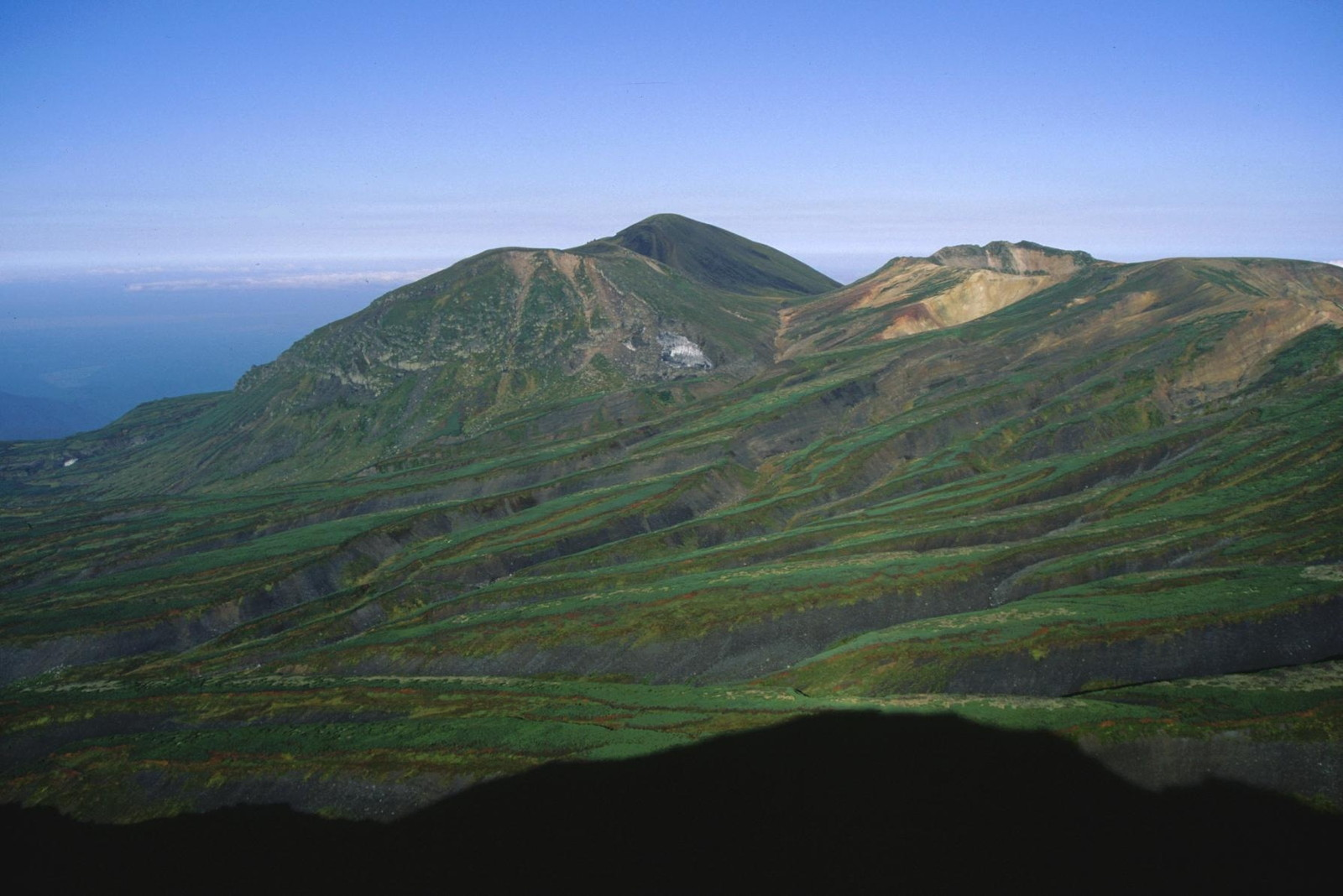
白雲岳から
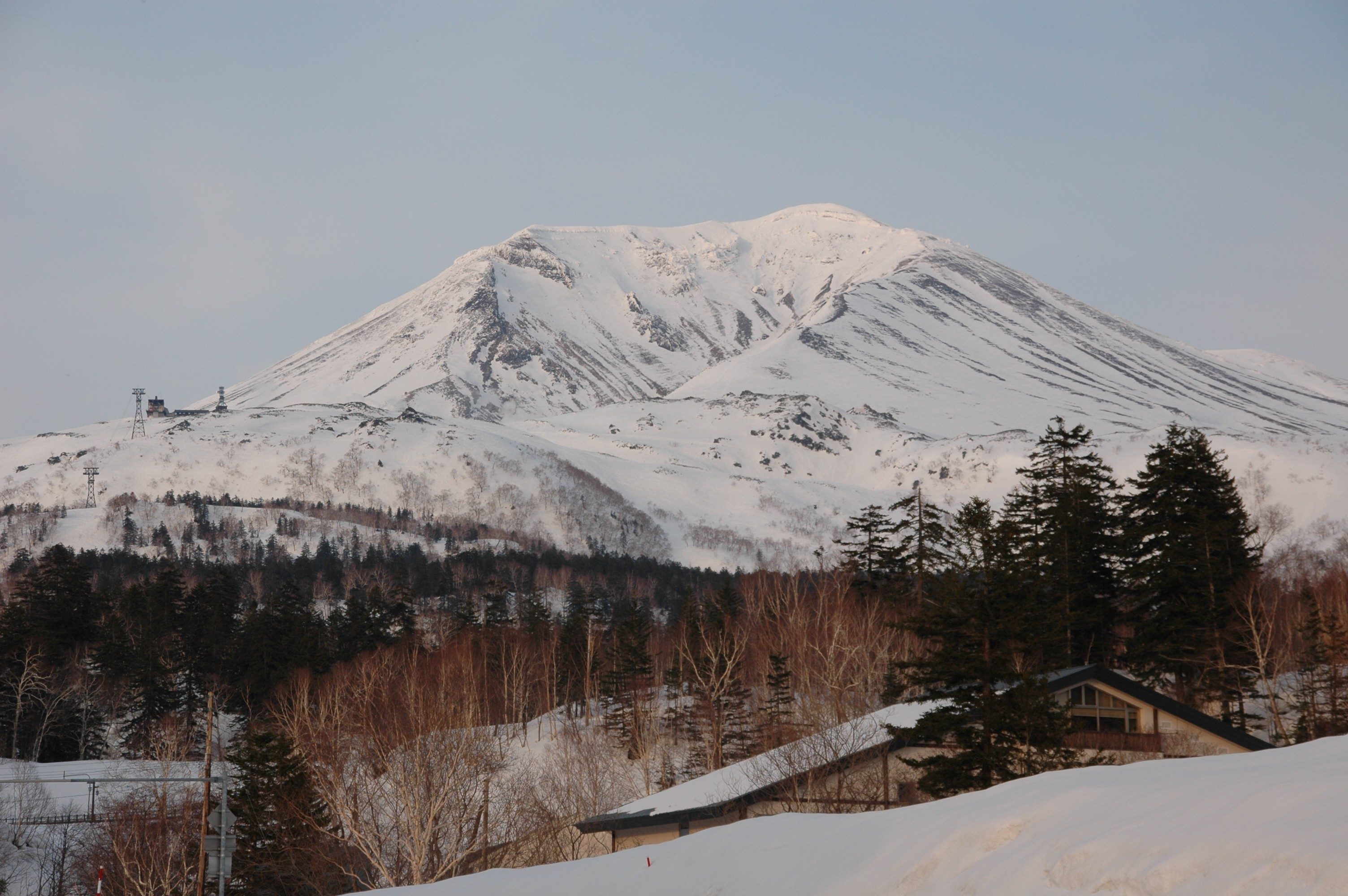
旭岳温泉側から
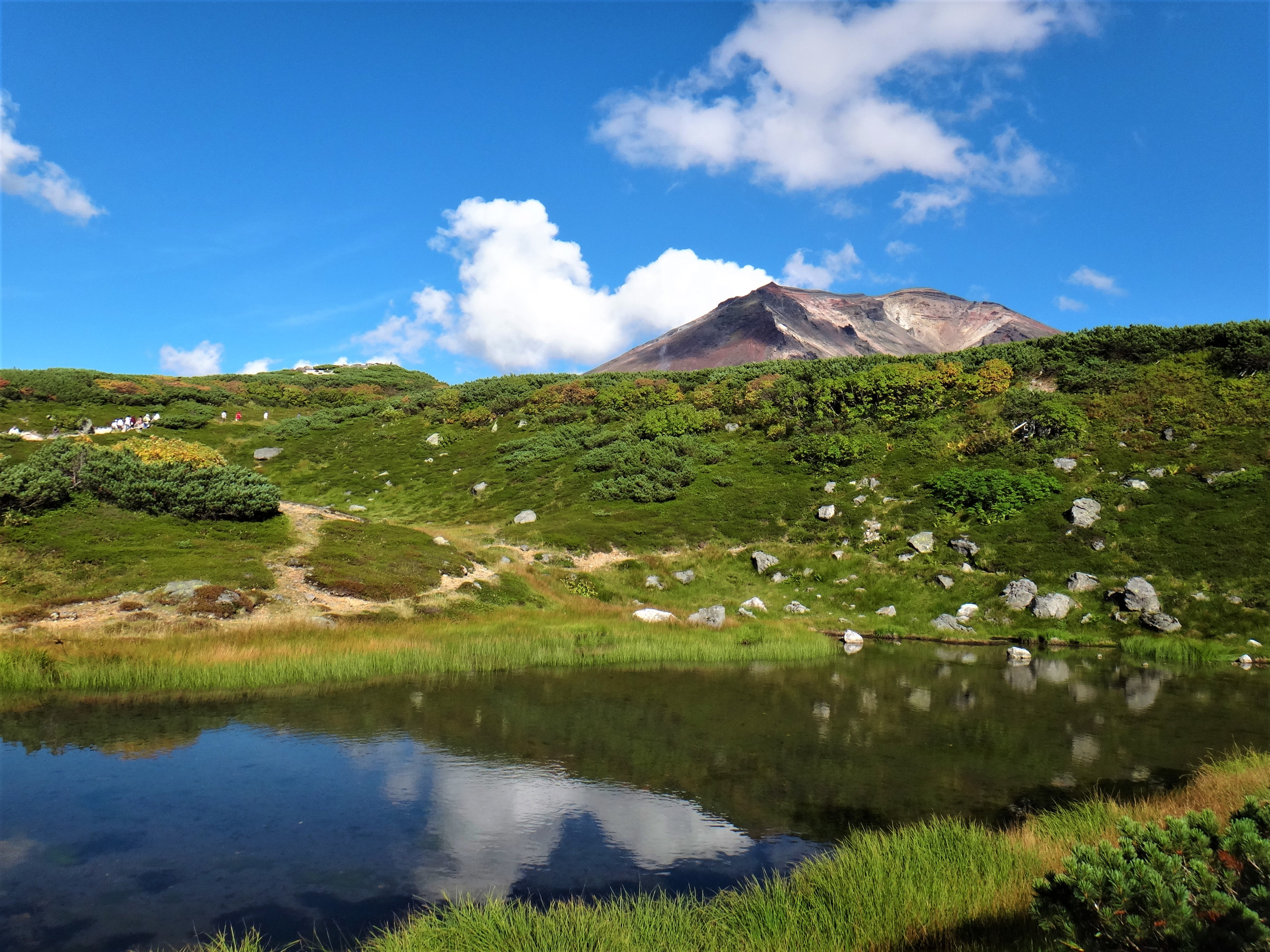
夫婦池からの旭岳
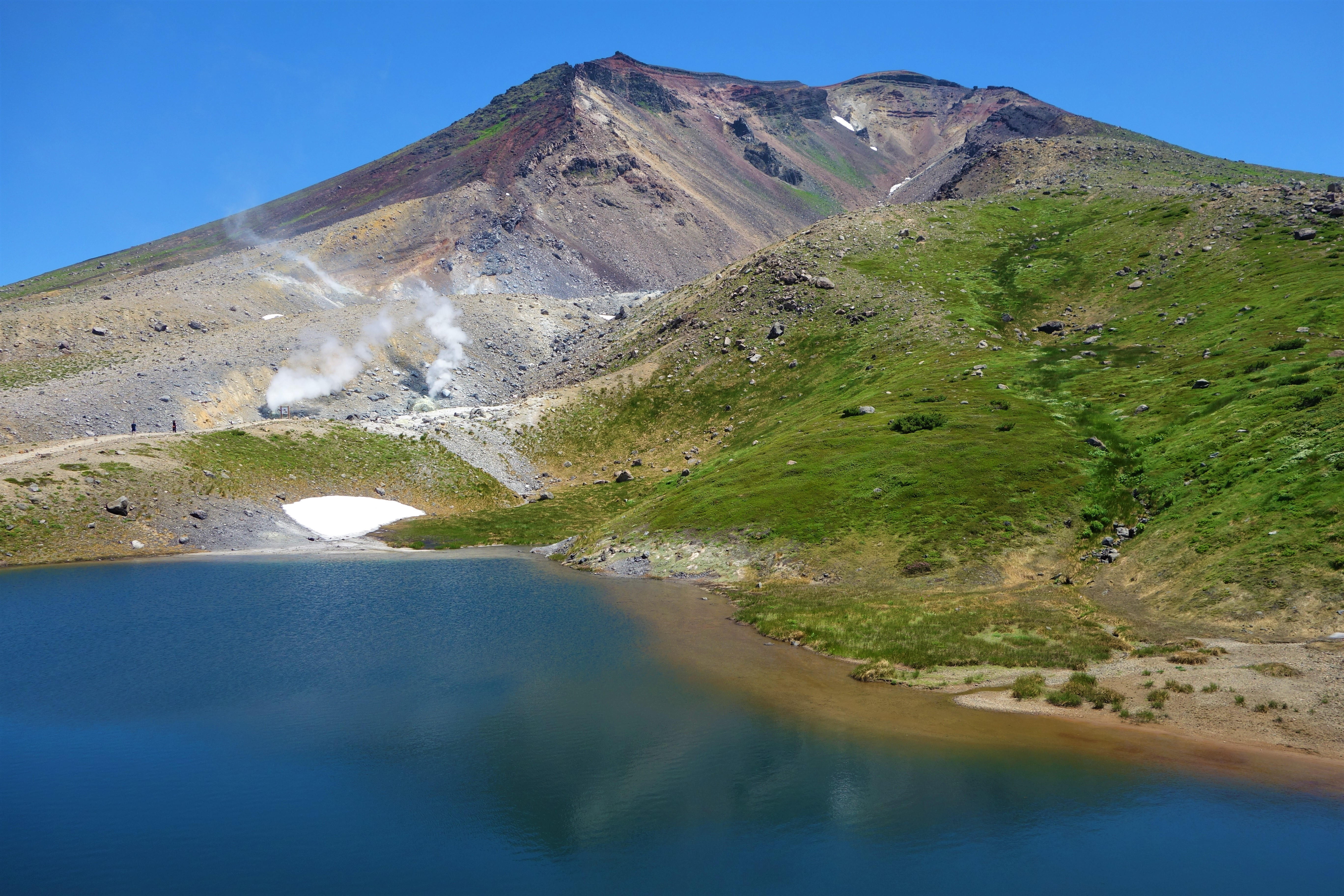
姿見ノ池からの旭岳
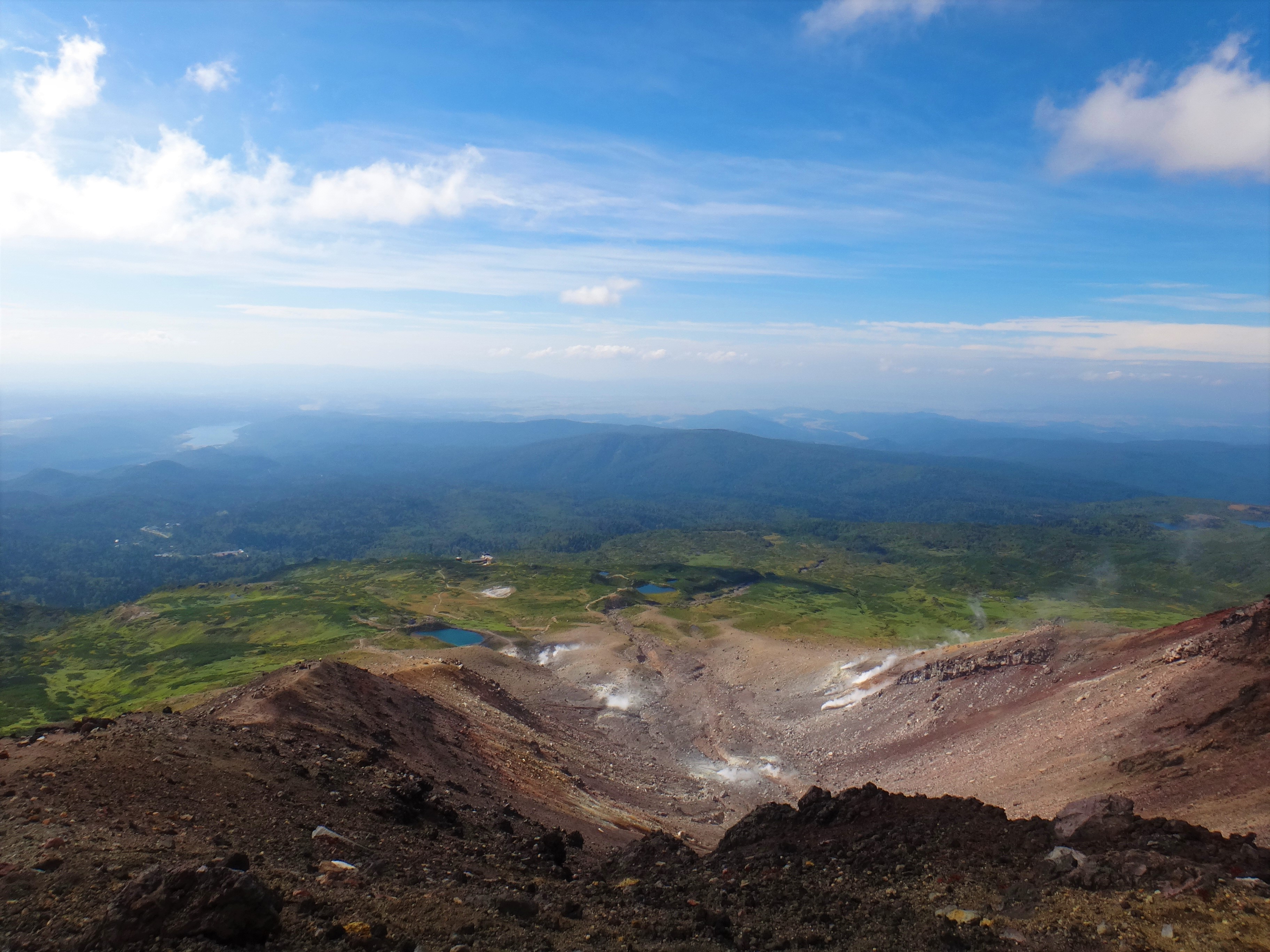
旭岳からの地獄谷
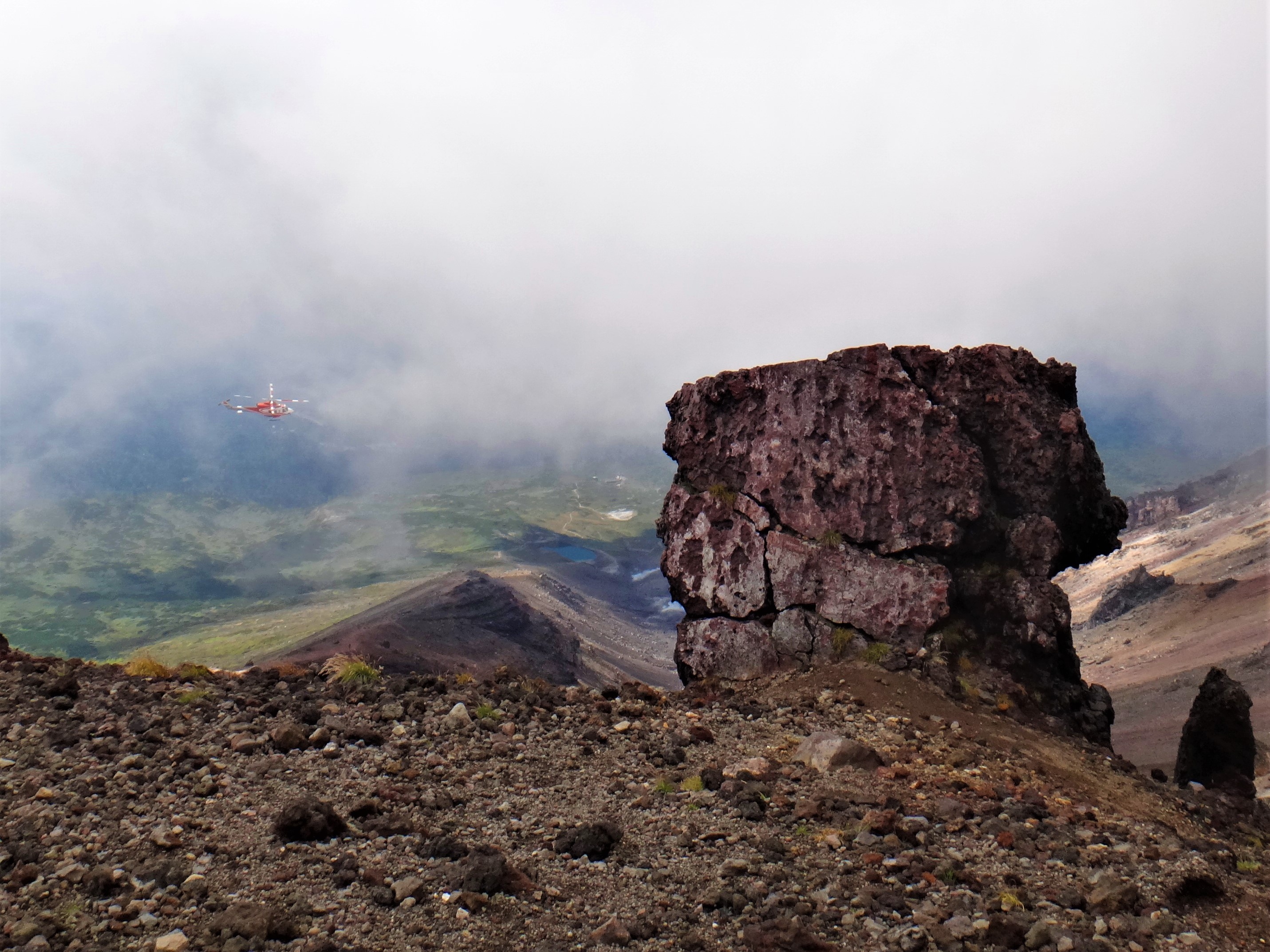
旭岳直下の金庫岩
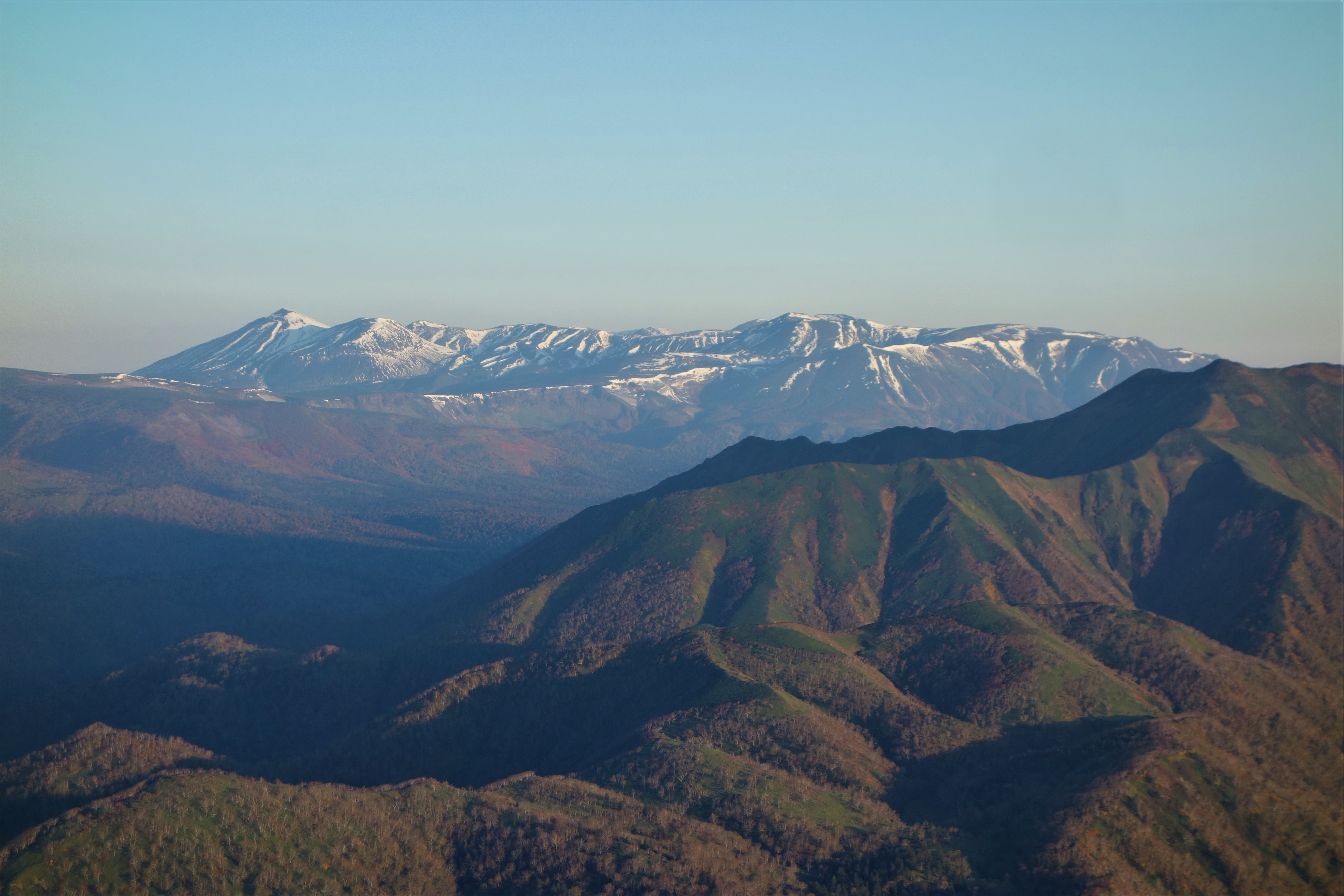
ニペソツ山からの表大雪
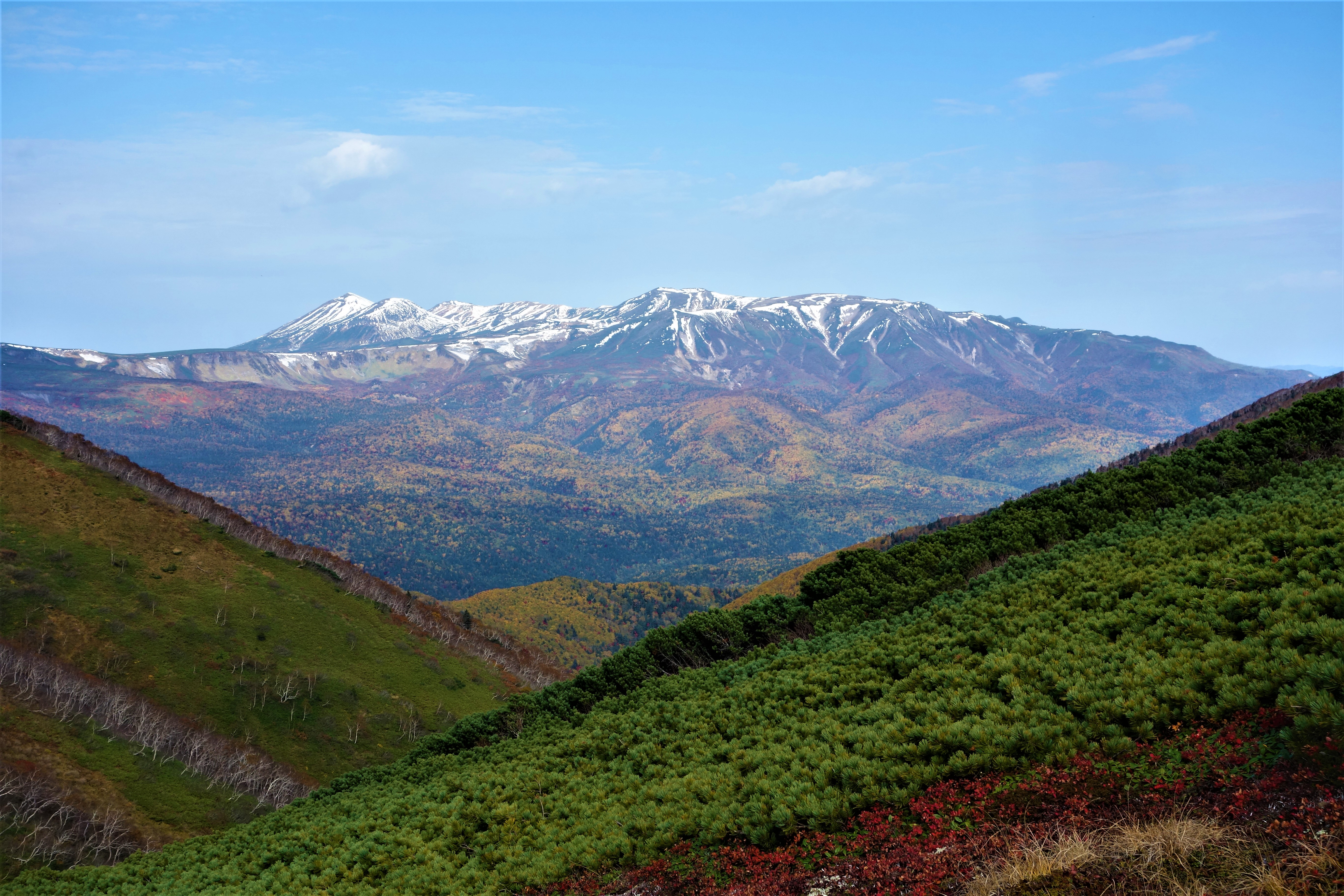
石狩の肩からの大雪山